# Смит, Колин
Колин Смит (англ. Colin Smith; 20 июня 1993, Эдмонтон, Альберта, Канада) — канадский хоккеист. Был выбран под общим 7-м номером на драфте НХЛ 2013 клубом «Колорадо Эвеланш».

## Карьера
5 июля 2013 года было официально объявлено, что Смит подписал 3-летний контракт новичка с клубом НХЛ «Колорадо Эвеланш». Но свой первый сезон провёл в клубе АХЛ «Лейк Эри Монстерз», где в том сезоне набрал 34 (8+26) очков в 76 матчах.
Во время сезона 2014/15, Смит получил вызов в главную команду. 1 декабря 2014 года в матче против «Монреаль Канадиенс» дебютировал в НХЛ в составе «Колорадо». Потом он снова был отправлен в клуб «Лейк Эри».
В сезоне 2015/16 у него заканчивался контракт новичка. Смит заканчивал этот контракт с клубом уже другим «Сан-Антонио Рэмпэйдж». В этом клубе Смит был одним из бомбардиром в 54 матчах набрал 34 (13+21) очка.
21 февраля 2016 года был обменян в клуб «Торонто Мейпл Лифс», но сразу же был отправлен фарм-клуб «Торонто Марлис».

## Статистика
| Легенда | Легенда                    | Легенда | Легенда                   | Легенда | Легенда    |
| ------- | -------------------------- | ------- | ------------------------- | ------- | ---------- |
| И       | Количество проведённых игр | Штр     | Штрафное время            | +/−     | Плюс-минус |
| Г       | Голы                       | П       | Голевые передачи          | О       | Очки       |
| -       | Статистика неизвестна      | —       | Статистика не учитывалась |         |            |